# Выходные (Родина)
«Выходные» (англ. «The Weekend») — седьмой эпизод первого сезона американского психологического триллера «Родина». Премьера состоялась на канале Showtime в США 13 ноября 2011 года. Сценарий был написан Мередит Стим, а режиссёром стал Майкл Куэста. Он включает всех основных персонажей сериала: Клэр Дэйнс, Дэмиэн Льюис, Морена Баккарин, Дэвид Хэрвуд, Диего Клаттенхофф, Джексон Пэйс, Морган Сэйлор и Мэнди Патинкин.
«Родина» сосредотачивается вокруг Кэрри Мэтисон (Дэйнс), агента ЦРУ, которая убеждена, что Николас Броуди (Льюис), недавно спасённый американский морпех, переметнулся к аль-Каиде. В эпизоде «Выходные», Кэрри и Броуди ещё больше осложняют свои отношения, когда они направляются в деревню на выходные. Джессика (Баккарин), жена Броуди, и Майк (Клаттенхофф) сталкиваются с тем, что всплыла правда об их отношениях. Тем временем, Сол (Патинкин) ловит Айлин, бегущую в Мексику.
«Выходные» впервые был показан 13 ноября 2011 года и его 1.42 миллиона зрителей в США. Эпизод был широко похвален критиками.

## Сюжет
Айлин (Марин Айрленд) пытается сбежать в Мексику, но её задерживают, когда она выходит из автобуса в Нуэво-Ларедо. Сол (Мэнди Патинкин) оказывается там и берёт Айлин под стражу. Он даёт ей 25-часовую поездку на машине обратно в Виргинию, надеясь использовать время, чтобы убедить её рассказать о её роли в террористическом заговоре.
Броуди (Дэмиэн Льюис) объясняет Кэрри (Клэр Дэйнс), что ему нужно провести немного времени вдали от дома. Остановившись в баре и выпив немного, Кэрри предлагает, чтобы они отправились за город, в хижину, которой владеет её семья. Они занимаются сексом вскоре после прибытия и проводят вместе очень приятный, романтичный день в хижине. Они чувствуют, что им гораздо более комфортно и непринуждённо вместе, чем с кем-либо ещё.
Дана (Морган Сэйлор) напивается с друзьями дома и падает сквозь стеклянную дверь. С отсутствием Броуди, опять зовут на помощь Майка (Диего Клаттенхофф). Он чинит разбитую дверь, пока Джессика (Морена Баккарин) отвозит Дану в больницу, чтобы наложить швы. Майк и Джессика позже признаются, как они скучают друг по другу, и сколько потрясений произошло, когда Броуди вернулся в их жизни. Дана, однако, предпочла бы, чтобы Майк оставался в стороне, сказав ему: «Для моего отца нет места, когда ты здесь».
Сол и Айлин едут вместе в машине, Сол делится с Айлин со своим собственным опытом еврейского воспитания, его семейными проблемами, пытаясь заставить Айлин раскрыться. Когда Айлин чувствует себя с Солом уже более комфортно, доходит очередь до темы Ракима Файзеля. Стремление Айлин обеспечить надлежащее мусульманское погребение для Ракима заставляет её сотрудничать с Солом. Она рассказывает Солу всё, что знает. Сол звонит Эстесу (Дэвид Хэрвуд) и говорит ему, что задачей Айлин было купить дом возле аэропорта и ждать посетителя, который провёл около часа на крыше дома. Эстес отправляет Галвеса (Храч Титизян) к дому, чтобы осмотреть крышу. Он обнаруживает, что там прямая видимость до посадочной площадки для Marine One, вертолёта президента, и это в пределах диапазона возможностей опытного снайпера.
Кэрри и Броуди готовят ужин и занимаются сексом снова. Ночью Броуди опять снится кошмар. Он просыпается, выкрикивая: «Исса! Нет!» Кэрри слышит это и пытается успокоить его.
На следующее утро, обсуждая завтрак, Кэрри совершает оплошность и упоминает любимый чай Броуди: Yorkshire Gold. Броуди спрашивает, откуда она знает, какой чай он пьёт, и обвиняет её в том, что она шпионила за ним. Кэрри, зная, что она попалась, решает взять реванш; она напрямую обвиняет Броуди в том, что он является агентом Аль-Каиды. Броуди реагирует недоверчиво и требует, чтобы Кэрри спросила у него всё, что захочет. Кэрри соглашается и допрашивает Броуди о его подозрительном поведении с момента его возвращения и о пробелах в его истории. Броуди настаивает на своей невиновности, но кое в чём признается. Он признаётся в том, что обратился в ислам и в том, что он часто молится в гараже. Он говорит, что «Иссой», которого он упомянул в своих снах, звали охранника, который относился к нему хорошо. Он действительно избил Уокера до смерти, когда ему дали выбор, убить Уокера или самому быть убитым. Он действительно встречался с Абу Назиром, но скрыл это от всех, потому что у него была привязанность к этому человеку, а его подозрительные движения пальцами являются рефлексивным движением от сжимания чёток.
Когда Броуди уходит, Сол звонит Кэрри. Он сообщает, что Айлин опознала «посетителя», который был на крыше её дома. Это был Том Уокер. Том не только жив, но ещё и является тем самым военнопленным, который «сменил хозяина». Услышав это, Кэрри мчится к Броуди, чтобы извиниться. Она отчаянно пытается объяснить ему, что несмотря на свои подозрения, время, которое они провели вместе, «всё по-настоящему». Броуди уезжает, чувствуя себя обманутым, в то время как Кэрри изнемогает от слёз. Этой же ночью Броуди приезжает домой и заглядывает в комнаты, к своей жене и детям, когда они уже лежат в постелях. Броуди садится в гостиной на пол и начинает плакать.

## Производство
Сценарий к эпизоду был написан консультирующим продюсером Мередит Стим, что стало её первым из двух сценариев в первом сезоне. Режиссёром стал исполнительный продюсер Майкл Куэста, его третий эпизод из четырёх в первом сезоне, где он был режиссёром.

## Реакция

### Рецензии
«Выходные» получил ошеломляющее признание от критиков и был описан создателями шоу и Дэмиэном Льюисом как «переломный» эпизод.
Мэтт Золлер Сайц из «Salon.com» посчитал, что эпизод был «так ловко написан, сыгран и срежиссирован, и так нестандартно и элегантно сконструирован, что он флиртовал с совершенством». Тодд Вандерверфф из The A.V. Club дал эпизоду оценку «A» и сказал, что финальный разговор между Кэрри и Броуди был «без сучка без задоринки, от начала до конца, и это было что-то, чего вы могли ожидать увидеть в финале сезона или предпоследнем эпизоде, это было так напряжённо и откровенно». Джеймс Понивозик из TIME похвалил смелость написания, сказав, что «в этом потрясающем эпизоде, „Родина“ взорвала свой статус-кво».
«TV Guide», «The Atlantic», «GQ» и «Salon.com», все назвали «Выходные» одним из лучших эпизодов на всём телевидении в 2011 году.

### Рейтинги
«Выходные» впервые был показан 13 ноября 2011 года на канале Showtime. Он привлёк 1.42 миллиона американских зрителей, что стало пятым возрастанием подряд в обзоре «Родины» еженедельно. Он стал вторым самым просматриваемым эпизодом сезона.